# Stellera chamaejasme
Espèce
Classification phylogénétique
Stellera chamaejasme est une plante herbacée pérenne de la famille des Thymelaeaceae, poussant en haute montagne en Asie orientale. Cette espèce de 20 à 50 cm de haut possède un rhizome, ligneux et trapu. Elle pousse dans les endroits ensoleillés entre 2 600 m et 4 200 m d’altitude, dans une zone allant de l’Himalaya, la Chine, la Corée à la Sibérie russe. Dans les prairies le bétail l’évite en raison de sa toxicité ; elle peut alors entrer en compétition avec les autres plantes et coloniser les pâturages dégradés.
Les fibres des racines de Stellera chamaejasme sont traditionnellement utilisées pour fabriquer des cordes et du papier. Le papier tibétain fait avec ses fibres libériennes est considéré comme un papier d’excellente qualité.

## Étymologie
Le nom de genre Stellera est dédié à Georg Wilhelm Steller (1709-1746), un médecin botaniste, parti avec la seconde expédition au Kamtchatka de Béring en 1736. Il donne pour la première fois la description de nombreuses espèces végétales et animales de cette région. Le genre Stellera ne doit pas être confondu avec Stellaria, les stellaires de la famille des œillets.
L’épithète spécifique chamaejasme est la forme en latin botanique d’un composé de deux noms grecs χαμαι khamai « sur le sol » et de ιασμε iasme « jasmin » soit « jasmin terrestre ».
L’espèce a été décrite en premier par Carl Linné sous le nom de Stellera chamaejasme en 1753.
Elle est nommée 狼毒草 lángdúcǎo en chinois « plante tue loup ».

## Synonymes
Selon POWO, les synonymes sont:
- Chamaejasme stelleriana Kuntze
- Daphne meisneriana Halda
- Passerina chamaejasme Fisch. ex Meisn.
- Passerina dichotoma Steud.
- Passerina stelleri Wikstr.
- Stellera bodinieri H.Lév.
- Stellera chamaejasme subsp. angustifolia (Diels) Kit Tan
- Stellera chamaejasme f. chrysantha S.C.Huang
- Stellera concinna Edgew.
- Stellera dichotoma Fisch. ex Sweet
- Stellera himalayensis Gand.
- Stellera hypericifolia Endl.
- Stellera rosea Nakai
- Wikstroemia canescens Maxim.
- Wikstroemia chamaejasme (L.) Domke
- Wikstroemia chinensis Meisn.
- Wikstroemia hypericifolia Meisn.
- Wikstroemia rosea (Nakai) Domke
- Wikstroemia salicifolia Decne.
- Xaiasme bicolor Raf.

Le genre Stellera est très proche du genre Daphnae. Il y a eu pas mal de confusion entre les divers genres Stellera, Wikstroemia, Edgeworthia car leurs morphologies sont très proches. Stellera chamaejasme est souvent également appelée Wikstroemia chamaejasme.

## Description
Stellera chamaejasme est une plante herbacée de 20 à 50 cm de haut. Elle possède un rhizome, ligneux, cylindrique, trapu, ramifié ou non, s’enfonçant profondément dans le sol.
Chaque pied est formé des nombreuses tiges, dressées, non ramifiées, à base ligneuse, parfois écailleuse brune et une partie supérieure herbacée, verte et parfois violacée, glabre.
Les feuilles alternes, rarement opposées ou ± verticillées possèdent un pétiole très court, articulé à la base et un limbe vert pâle ou grisâtre sur la partie inférieure, lancéolé ou oblong-lancéolé, rarement oblong, de 1,2–2,8 cm de long sur 0,3–1 cm de large, finement papyracé, les deux faces glabres, la base arrondie à cunéiforme, 
Les inflorescences terminales, capitées, globuleuses, comportent de nombreuses fleurs, à involucre de bractées foliacées vertes. Chaque fleur apétale, sans pédicelle comporte un calice blanc, jaune ou violet rougeâtre avec un tube cylindrique, de 9–11 mm, élancé, nettement côtelé, légèrement renflé à la base, à extérieur glabre et terminé par 5 lobes, ovales-oblongs, de 2–4 mm sur 2 mm, apex arrondi ou rarement tronqué, blanc généralement veiné de rouge et réticulé. Les 10  étamines, sont disposées 2 verticilles de 5, un verticille inférieure insérée au-dessus du milieu du tube du calice, et un verticille supérieure dans la gorge. L’ovaire est ellipsoïde, de 2 × 1,2 mm, sessiles, à pubescence soyeuse jaune distalement, le style court et le stigmate capité.
Le fruit est une drupe conique de 5 × 2 mm, pubescent blanc à l’apex, enfermé dans un calice persistant.
La floraison a lieu en avril-mai-juin et la fructification en juillet-septembre-octobre, variable suivant la localisation.
Selon la région, les fleurs sont de couleurs différentes. En raison du soulèvement du Plateau tibétain  et de la fragmentation de l'habitat dans les monts Hengduan (横断山脉: Héngduàn shānmài), l'échange génétique de S. chamaejasme entre les populations a été entravé, ce qui a entraîné une différenciation génétique et la variation de la couleur des fleurs. L'analyse moléculaire a montré que la couleur des fleurs blanches et rouges était le signe ancestral, le blanc-jaune, jaune pur, rouge-jaune pur sont des signes dérivésModèle:Reefnec.
Le rhizome est toxique.

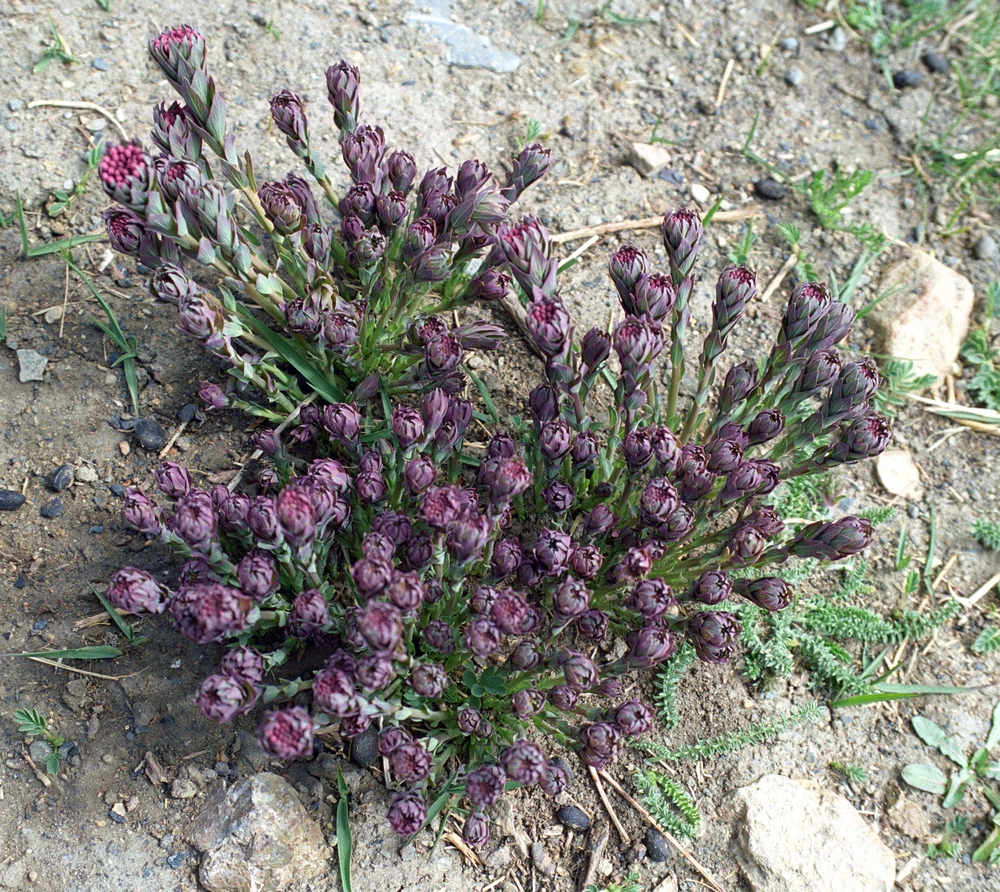
Stellera chamaejasme, Tibet
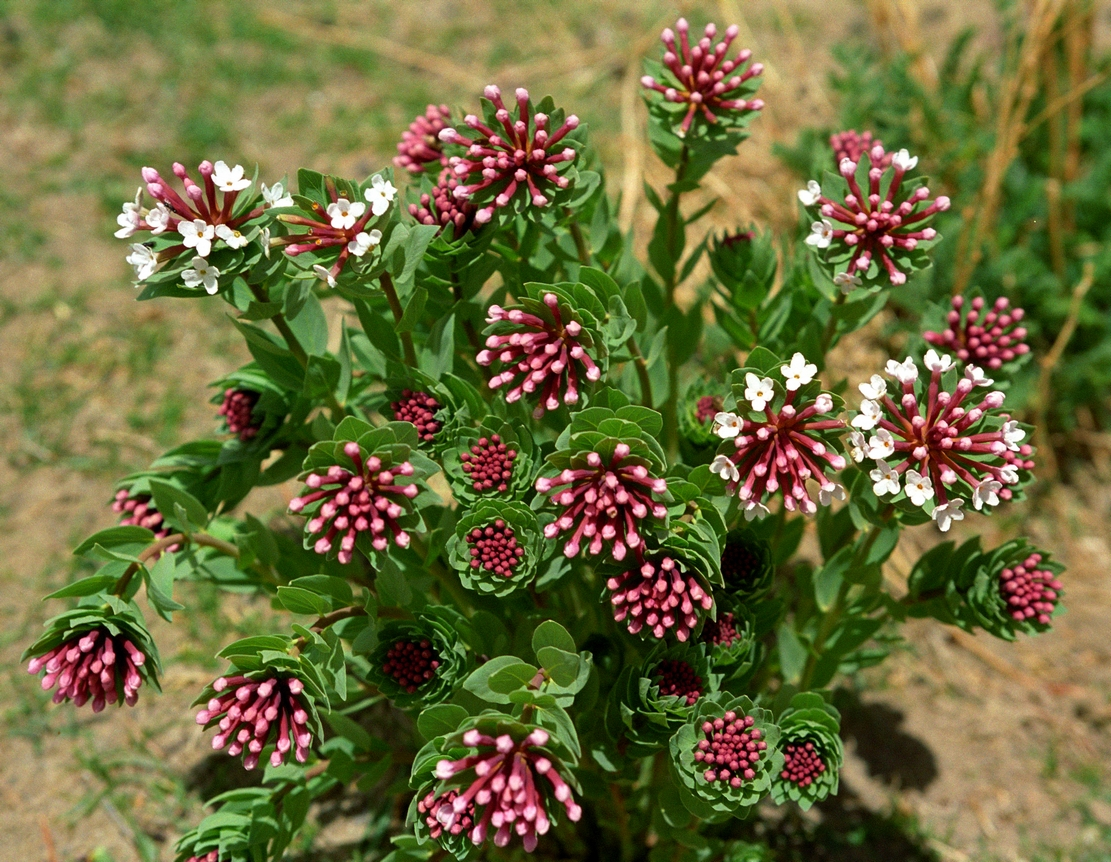
S. chamaejasme
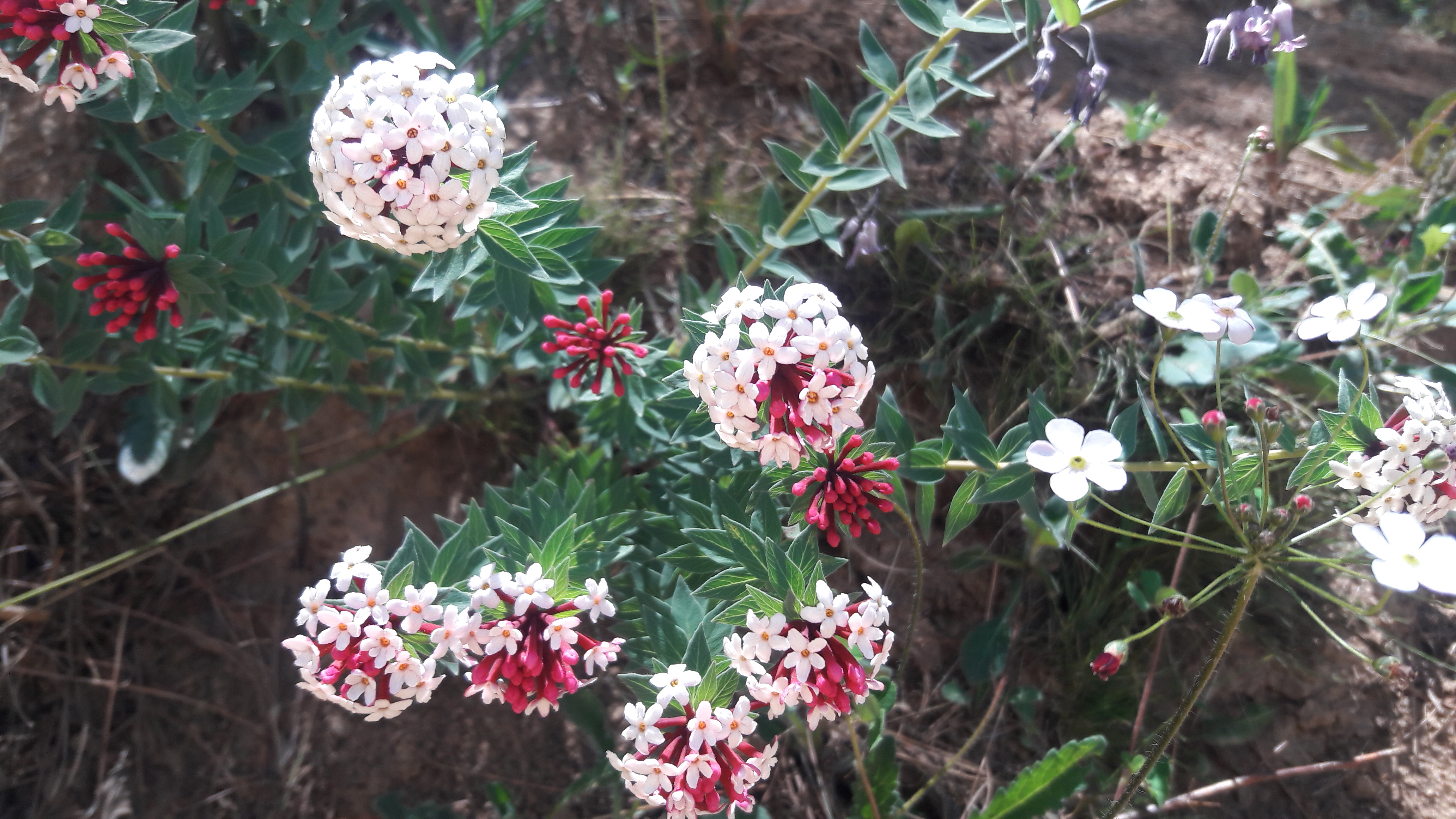
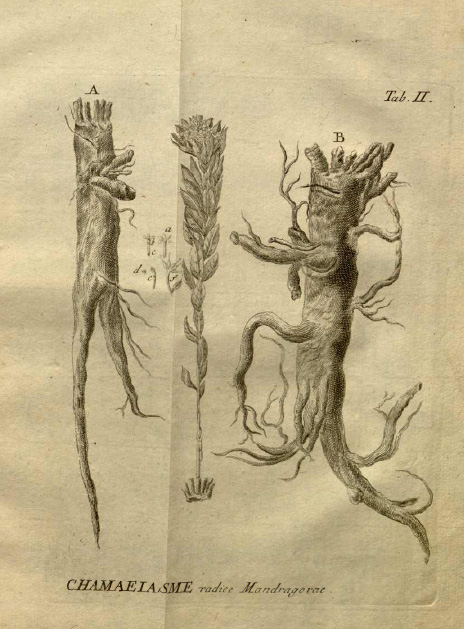
Rhizomes

## Distribution et habitat
L’espèce pousse de l’Inde au nord de l’Asie : en Chine, au Bhoutan, Népal, Inde, Mongolie, Corée et Russie (Sibérie). En Chine, elle se trouve dans le Gansu, Hebei, Heilongjiang, Henan, Jilin, Liaoning, Mongol intérieure, Ningxia, Qinghai, Shaanxi, Shanxi, Sichuan, Xinjiang, Xizang, Yunnan.
Elle croit sur les pentes ensoleillées et sèches, dans les zones sableuses, arides, entre 2 600 et 4 200 m.

## Utilisations

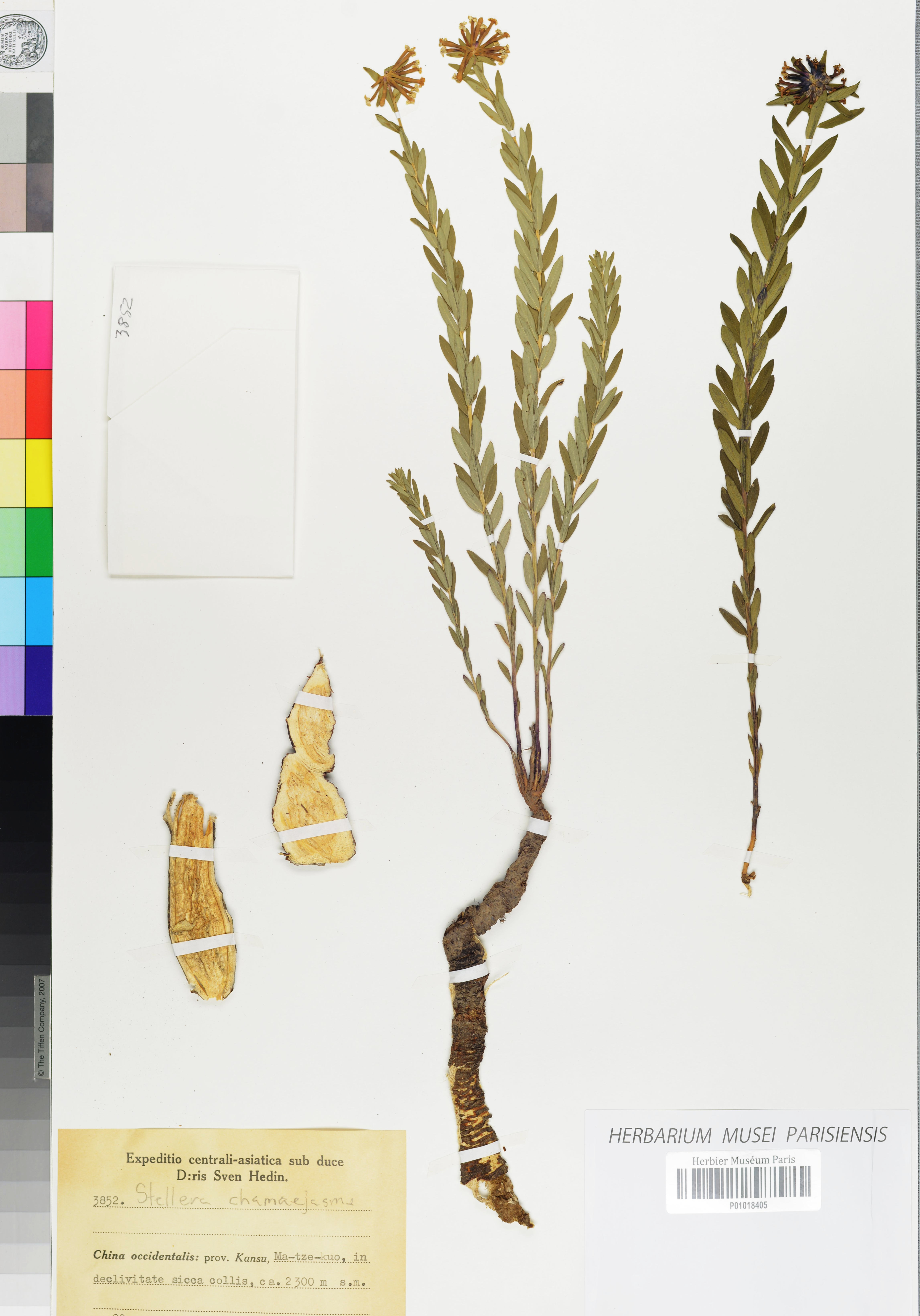
Stellera chamaejasme, avec son rhizome, planche d'herbier du MNHN Paris

Les fibres des racines de Stellera chamaejasme (chinois 狼毒草 lángdú cǎo « herbe tue loup ») sont traditionnellement utilisées pour fabriquer des cordes et du papier. Elles sont toxiques et comme bien des plantes toxiques, elles sont aussi utilisées pour fabriquer des remèdes et des insecticides.
Plusieurs peuples parlant une langue du groupe tibéto-birman du Yunnan (sud de la Chine), les Bai, les Naxi et les Tibétains dans les régions de Lijiang et Zhongdian (Shangri-La), fabriquent du papier à usage religieux avec l’écorce d’arbrisseaux du genre Wikstroemia (voir « papier Dongba » fabriqué par les Naxi) mais aussi avec la racine de Stellera chamaejasme.

### Papier tibétain

#### Histoire du papier tibétain
Le papier tibétain (西藏纸 Xīzàng zhǐ) traditionnel est actuellement fabriqué au Xizang (Tibet) et au Yunnan. C’est un papier de l’aire culturelle tibétaine qui a pris suivant les lieux et les époques des formes et des noms différents. Les textes du canon bouddhique, imprimés sur du papier tibétain se sont bien conservés pendant des siècles au monastère de Kumbum, au temple de Jokhang et dans d’autres temples.
L’origine du papier tibétain n’est pas claire en raison de biais d’opinions politiques des historiens. Les Chinois assurent que le papier a été introduit à partir de la Chine alors que quelques savants tibétains assurent que son origine se trouve dans l’ancien royaume de Zhang zhung (500-625) (voir Helman-Wazny, Van Schaik, 2013). Selon les Annales des Tang, Songtsen Gampo, l’empereur de l’empire tibétain, réclama en 648 à l’empereur de Chine le papier et l’encre. Toutefois il semble que la plupart des documents tibétains officiels furent écrits sur le bois jusqu’aux environs de 750. En effet, les Annales de l’Ancien Tibétain de l’année 744/5 rapportent le transfert des textes officiels du bois (khram) sur le papier.
En Chine centrale, suivant un récit traditionnel, Cai Lun aurait fabriqué le premier papier en 105, avec du chanvre (chiffon, filets de pêche) et de l’écorce de mûrier. À la fin du VIIIe siècle, les Chinois utilisaient le chanvre à fibres, le lin, la ramie, l’écorce de mûrier, de bambou, de rotin, la paille de riz et de blé.
Au Tibet, de nombreuses sources concourent à montrer que la famille des Thymelaeaceae a représenté la source de matériaux la plus importante pour la fabrication du papier tibétain (Boesi, 2016). L’utilisation des espèces suivantes a été identifiée : Edgeworthia gardneri, Daphne sureil, Daphne bholua, Daphne aurantiaca, Daphne retusa, Wikstroemia canescens, et Stellera chamaejasme.
Le phloème de ces plantes contient des fibres longues et étroites qui conduisent la sève élaborée. Elles donnent une bonne résistance à la tension sans limiter la flexibilité. Les fibres de la racine de Stellera chamaejasme font en moyenne 0,95 mm de long et une largeur de 18,8 μm.
D’autres espèces, le mûrier à papier, Broussonetia papyrifera (Moraceae) et le bouleau de l'Himalaya (Betula utilis) ou le  Betula alnoides qui poussent au Xizang (Région autonome du Tibet), ont aussi été utilisées pour la fabrication de papier au Tibet.
Helman-Wazny et Van Schaik (2013) ont étudié les plus anciens papiers tibétains parmi les manuscrits trouvés dans une cavité de Dunhuang (Gansu). Les auteurs ont montré que les manuscrits provenant vraisemblablement du Tibet central étaient fabriqués à partir de fibres végétales de Daphné et/ou d’Edgeworthia, et qu'en l'état actuel des recherches, il semble que les plantes de la famille des Thymelaeaceae n'aient pas été utilisées en Asie centrale ou en Chine. Les Tibétains avaient probablement développé les techniques de fabrication du papier pendant la période impériale (VIIe – IXe siècles) dès la première moitié du IXe siècle. À cette époque, ils ont préféré Edgeworthia et Daphne à la racine de Stellera qui poussait à haute altitude (plus de 2 600 m), était difficile à excaver et qui surtout était beaucoup moins abondante que de nos jours. Le premier papier de Stellera connu est plus tardif, il remonte aux Xe – XIe siècles.
Au XXe siècle, la production artisanale du papier tibétain a progressivement diminué et s’est finalement arrêtée avec l’arrivée de la production papetière industrielle dans la région. Ce n’est qu’en 1998, que la production artisanale du papier tibétain a repris à Dêgê.
Au Tibet, le papier obtenu à partir des racines de Stellera chamaejasme est considéré comme de très bonne qualité et est réservé à des usages particulier comme le papier monnaie. Le papier jaune (non blanchi), symbole de papier monnaie est brûlé pendant certaines fêtes comme la Fête du printemps (premier jour de l'année lunaire chinoise) ou la Fête des fantômes (quinzième jour du septième mois lunaire chinois), ou encore la Fête des bateaux-dragons (cinquième jour du cinquième mois lunaire chinois).

#### La racine
La racine de Stellera chamaejasme, en tibétain re lcag pa, était utilisée au Tibet avant l’arrivée des Chinois en 1950 (Boesi, 2016). Cette Stellera est une plante à fibres papetières bien connue dans beaucoup de régions de culture tibétaine traditionnelle : l’Amdo, le Kham, l’Ü-Tsang et les hautes vallées du Népal.
Les Tibétains savaient que cette plante est évitée par le bétail en raison de sa toxicité. Toute la plante est toxique mais c’est la racine qui est la plus toxique. Les bovins et les ovins sont sujets aux empoisonnements par consommation accidentelle de cette plante. Elle peut provoquer des vomissements, des douleurs abdominales, de la diarrhée, une faiblesse des membres, des spasmes du corps entier, des palpitations cardiaques et une hyperthyroïdie. Dans les cas graves, un collapsus ou une convulsion mortelle peut survenir. Pour les humains, son odeur est aussi toxique, puisqu'elle peut donner des maux de tête.
Dans les prairies, cette espèce entre en compétition avec les autres espèces et très rapidement colonise les pâturages dégradés. Elle est alors en mesure de synthétiser et excréter des métabolites secondaires capable d’inhiber la croissance d’autres plantes. Des études ont montré que depuis 1960, le surpâturage dû à l’accroissement des cheptels est un phénomène inquiétant dans les prairies alpines du Tibet oriental car il s’accompagne d’invasion de S. chamaejasme. De l’extension de la distribution de cette espèce ces dernières décennies, on ne peut donc conclure à la même abondance dans les siècles passés, si on s’intéresse aux sources des fibres papetières passées.
Les constituants chimiques de la racine de S. chamaejasme sont formés principalement d’holocellulose (73,5 %) à une teneur plus élevée que celle de la paille de riz, et de α-cellulose (39,7 %) à une teneur similaire à celle de la paille de riz.
| Constituants chimique de la racine de S. chamaejasme, en % |             |         |              |                       |         |
| holocelllulose                                             | α-cellulose | lignine | hydrosolubre | extr. éthanol-benzène | cendres |
| 73,5                                                       | 39,7        | 17,6    | 17,7         | 9,2                   | 3,0     |

Pour obtenir un papier uniforme, les papetiers cherchent à individualiser les fibres cellulosiques au maximum en ôtant la lignine qui les lie entre elles. Pour produire de la pâte à papier de qualité, l’élimination de la lignine est un objectif majeur. La teneur en lignine de S. chamaejasme est de 17,6 % ce qui est similaire à la teneur de la paille de riz.
Le papier produit avec S. chamaejasme se conserve bien car il est suffisamment toxique pour repousser les attaques d’insectes, vers et autres petits animaux.
Les constituants chimiques bioactifs de la racine sont principalement des terpénoïdes, biflavonoïdes, coumarine et lignanes. La coumarine agit comme une phytohormone dans les plantes et fait partie des composés phénoliques les plus toxiques.

#### Processus de fabrication

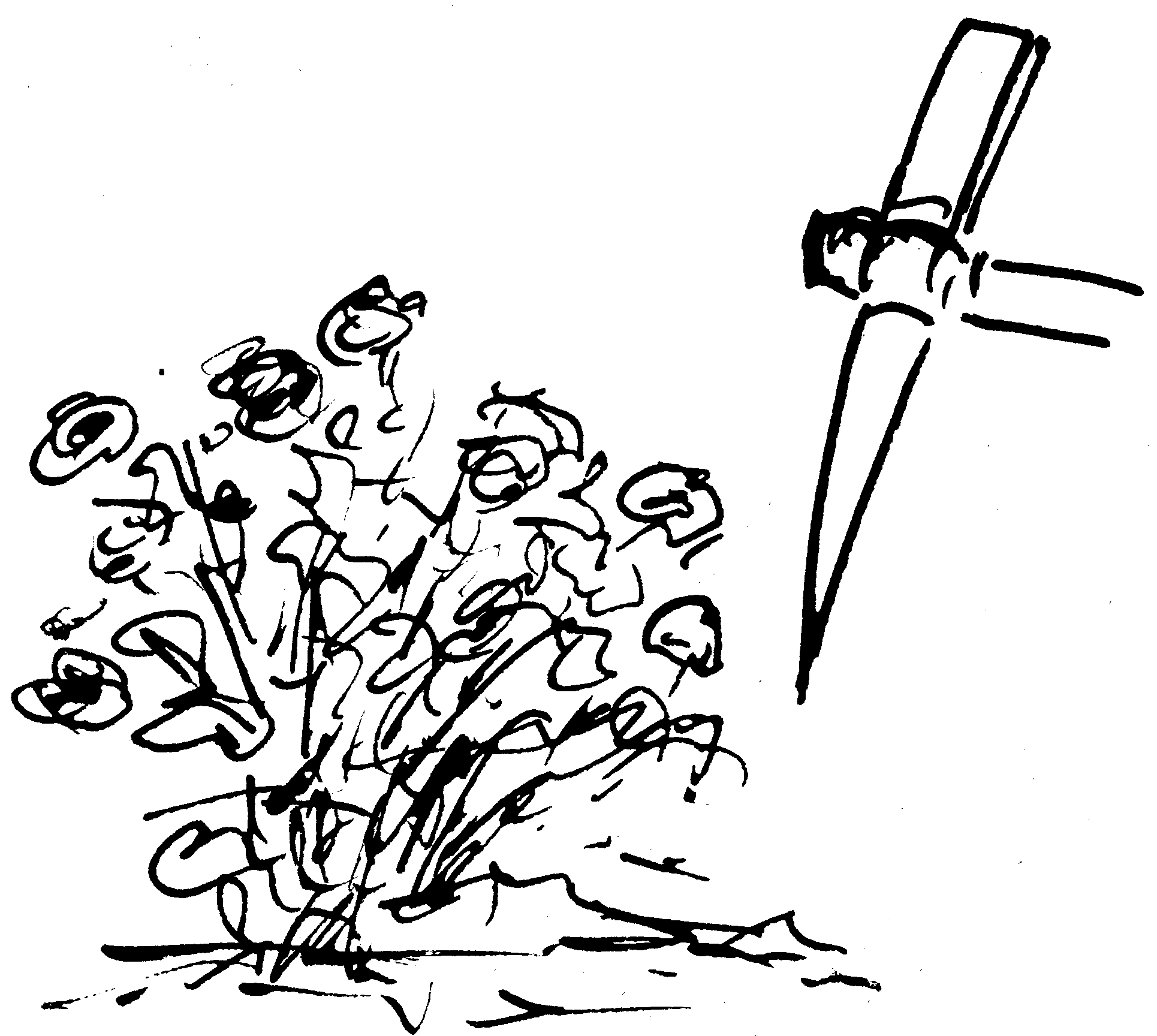
1. dans une prairie, arracher à la pioche une Stellera chamaejasme

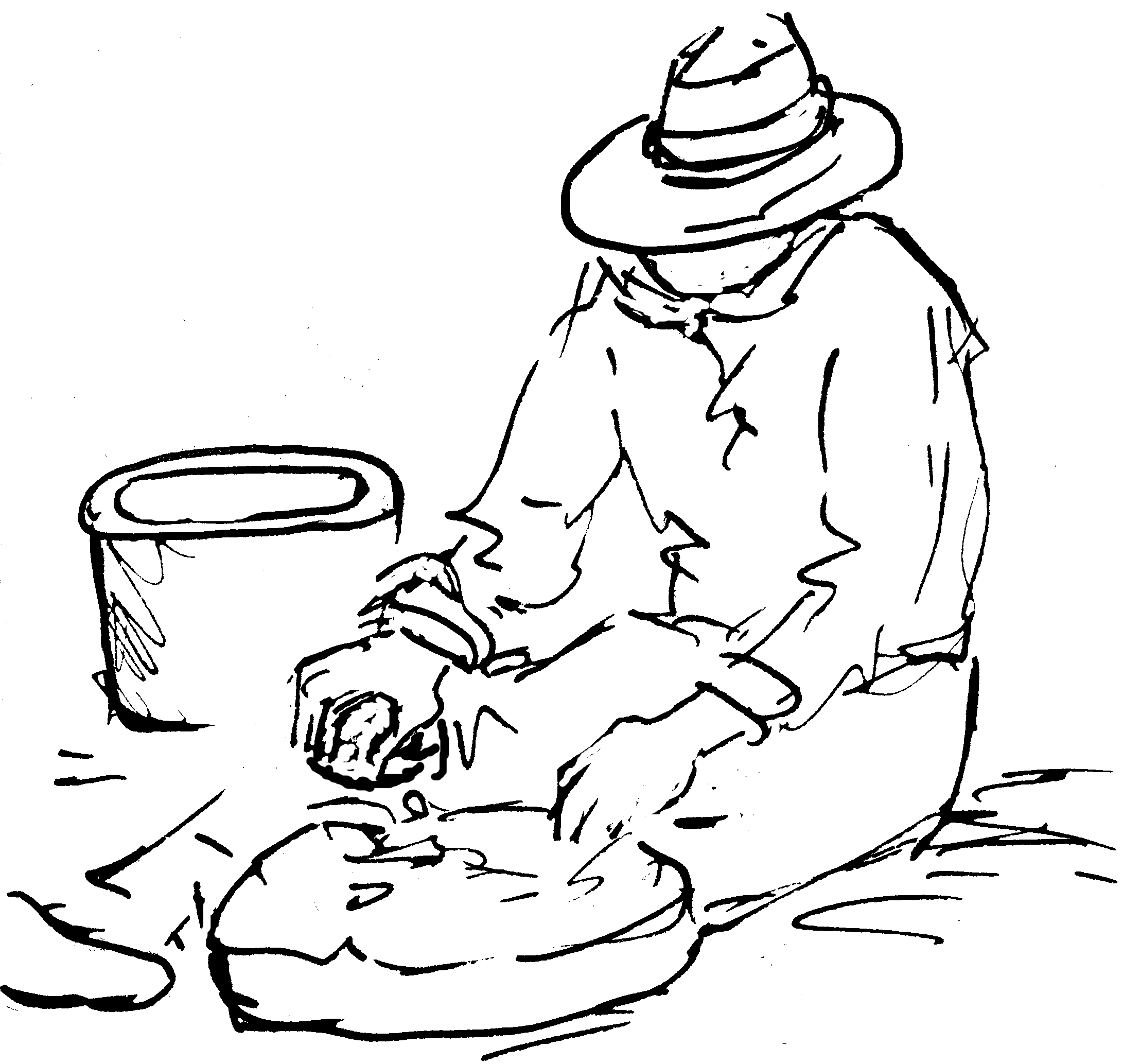
5. écraser les fibres sur une dalle de granite avec une pierre

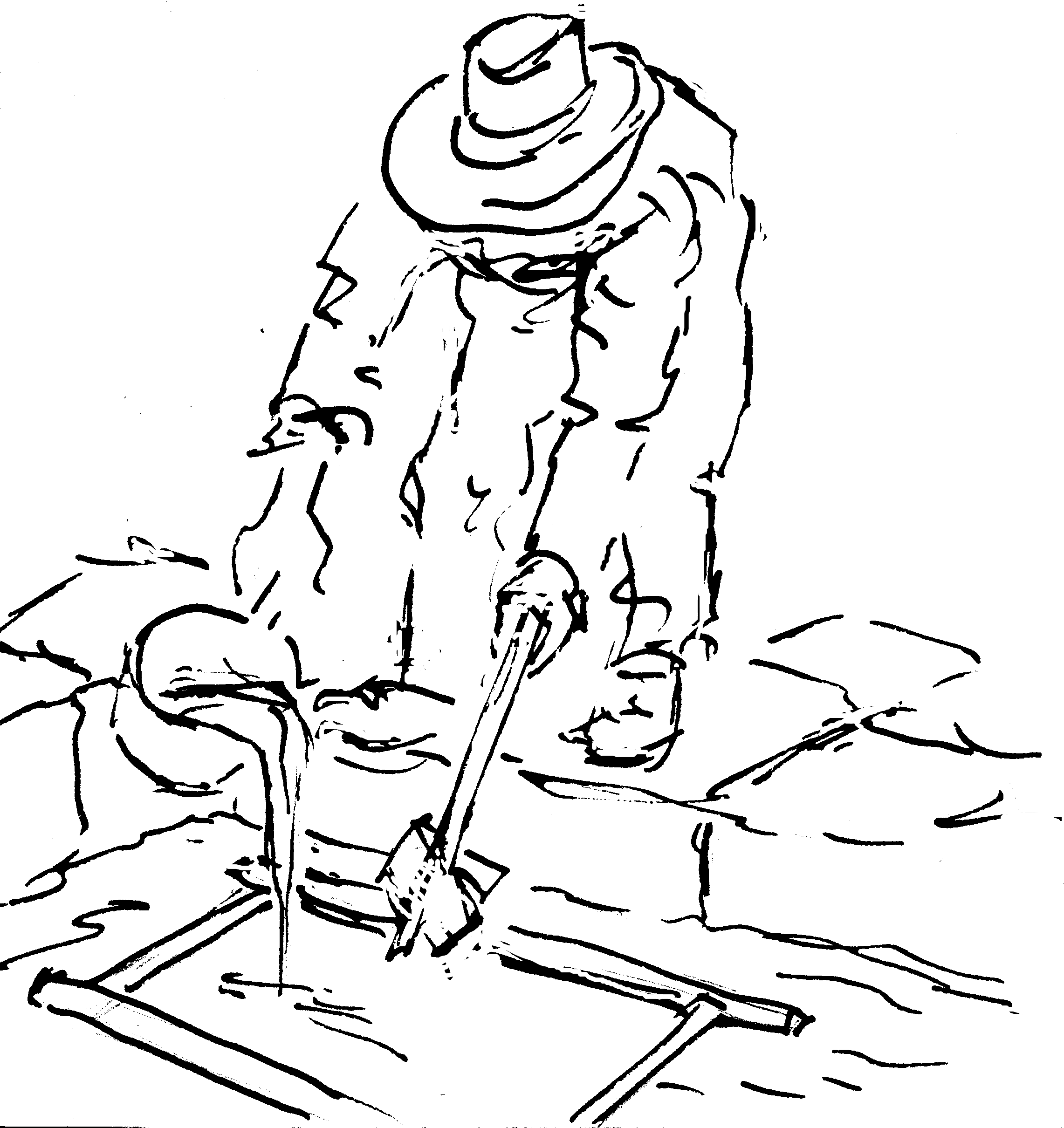
7. verser la pâte à papier diluée sur le tamis flottant à la surface de l'eau

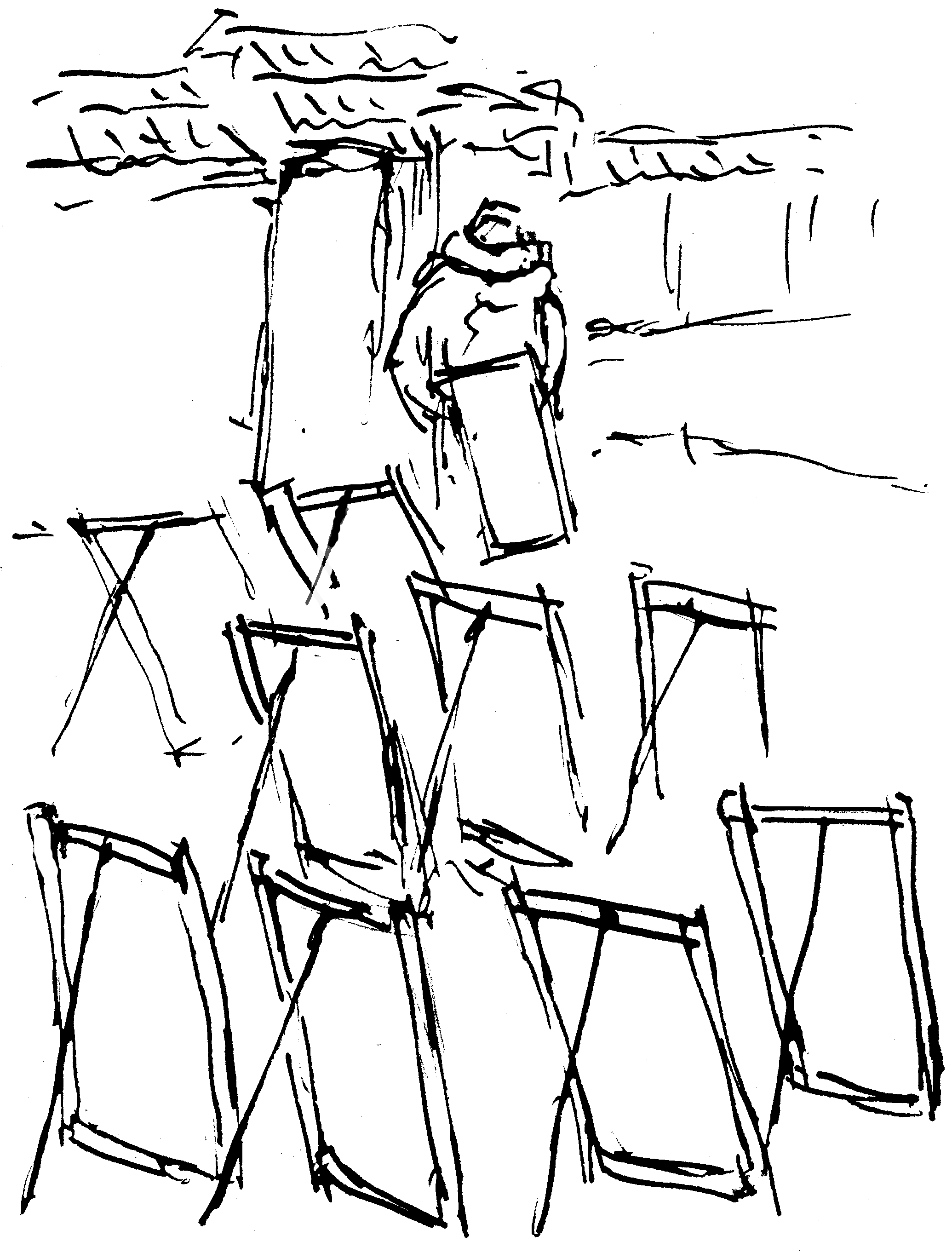
8. emmener le tamis avec la feuille collée dessus dans un espace découvert pour la faire sécher

La méthode ancienne de fabrication du papier qui semble avoir peu évolué au cours des siècles, utilise un tamis de tissu fixé sur un châssis de bois qu’on pose à la surface de l’eau, comme celle d’un étang, d’un lac, rivière ou retenue; elle est dite à « forme flottante » (ou à « tamis fixe »). Chaque feuille de papier est séchée sur son tamis, car il n’est pas possible de la détacher tant qu’elle n’est pas sèche. Il est donc nécessaire de disposer de nombreux châssis et tamis d’avance pour pouvoir faire plusieurs feuilles à la suite.
Une autre méthode développée probablement plus tard permet de pallier cet inconvénient. Elle utilise un tamis fait de lattes de bambou (ou de roseaux ou d’autres plantes) et non pas de tissu. Dans ce cas le châssis et la natte de bambou sont plongés dans l’eau dans laquelle est dissoute la pâte à papier, et en les remontant doucement, l’opérateur capture une mince couche de pâte sur le tamis. Avec cette méthode, dite à « forme plongeante » (ou de tamis mobile), la feuille peut être détachée de son tamis dès qu’elle a été formée.
La principale différence entre les deux types de formes tient au tamis : la forme flottante est faite d’un tamis constitué d’un textile tissé fixé sur un châssis de bois alors que la forme plongeante est faite de lattes de bambou attachées au châssis, laissant passer l’eau plus facilement.
Voyons la procédure ancienne simplifiée de la forme flottante.
Le producteur de papier
1. va dans les prairies, pour arracher à la pioche les Stellera chamaejasme, il les redescend à l’atelier
2. en prélève le rhizome, l’écrase sur une pierre avec un marteau métallique, pour faciliter la séparation de l’écorce
3. sépare la partie superficielle de l'écorce de la partie sous-jacente fibreuse ; à la main, il libère et épluche bien les fibres libériennes
4. fait bouillir les fibres dans un grand récipient métallique (avec des cendres de végétaux)
5. après les avoir essorées, il les bat sur un plan de travail en granite avec un gros caillou (ou un maillet en bois) jusqu’à ce qu’elles deviennent blanches et s’agglomèrent en une pâte malléable (la pâte à papier)
6. dilue la pâte dans une jarre d’eau et brasse fortement en faisant tourner une ailette au bout d’un manche
7. pose un tamis de tissu fixé à un châssis à la surface de l’eau d’une retenue d'eau ou d'un ruisseau, et verse une dose précise de pâte diluée dessus pour obtenir une couche homogène de fibres
8. repêche l’ensemble et l’emmène au soleil pour le faire sécher, au côté des autres cadres
9. quand la feuille est sèche, il la détache soigneusement du tamis, il la polit pour enlever les aspérités, traite la souplesse et la brillance du papier

### Ornementale
Stellera chamaejasme est cultivée comme plante ornementale dans les régions montagneuses. Elle est toutefois difficile à cultiver, nécessitant une position ensoleillée et un sol graveleux si elle est cultivée à l’extérieur.

### Insecticide
En Chine, les racines du Stellera sont aussi utilisées comme pesticide que l’on dépose sur les étagères à livres.
En Inde, dans la vallée de Parbati du district de Kullu de Himachal Pradesh, les gens utilisent Stellera chamaejasme comme pesticide  et dans les zones rurales du Népal, cette plante est utilisée traditionnellement comme abortif.

### Pharmacopée
La racine séchée de S. chamaejasme, connue sous le nom chinois de (ruixiang) Langdu (瑞香)狼毒, comporte une rubrique dans le plus ancien ouvrage de pharmacopée chinois, le Shennong bencao jing (début de l’ère commune) qui commence ainsi « Traite la toux à contre-courant avec le qi ascendant. Brise les accumulations ».